# فرودگاه لیودائو
فرودگاه لیودائو (به انگلیسی: Lyudao Airport) (به زبان بومی: Green Island Airport) یک فرودگاه همگانی با کد یاتا GNI است که یک باند فرود آسفالت دارد و طول باند آن ۹۹۲ متر است. این فرودگاه در کشور تایوان قرار دارد و در ارتفاع ۹ متری از سطح دریا واقع شده است.

## شرکت‌های هواپیمایی و مقصدهای پروازی
| شرکت‌های هواپیمایی | مقصدهای پروازی |
| ----------------- | -------------- |
| Daily Air         | تایتونگ        |